# Il compagno Pinocchio
Il compagno Pinocchio (o Buratino e la chiavetta magica, Zolotoj ključik, ili Priključenija Buratino - Золотой ключик, или Приключения Буратино) è un racconto lungo di Aleksej Nikolaevič Tolstoj ispirato dal Pinocchio di Collodi.
Il soggetto di partenza è lo stesso del Pinocchio di Collodi, ma le sue avventure descrivono la lotta contro Carabas Barabas, il padrone del teatro dei burattini. Per forza della popolarità di questo libro, l'espressione "lavorare come Papà Carlo" (la controparte di Geppetto) è diventata proverbiale in russo e indica un lavoro continuo senza alcun riposo.

## Trama
Un potente mago animò un albero per far uscire da esso delle personcine di legno, di cui si prese cura come figli. Un giorno però un malvagio zingaro catturò tutte le personcine di legno e uccise il mago, che trasferì nell'albero la sua magia. Solo una bambina di legno fuggì allo zingaro: Malvina.
Tempo dopo, in un paesello italiano, un falegname di nome mastro Giuseppe, entra in possesso del legno dell'albero magico e scopre che parla. Spaventato, lo regala al caro amico e vicino di casa Papà Carlo. Carlo è un povero e solitario anziano suonatore di organetto (ormai rotto) e crea una marionetta a che chiama Burattino (o Pinocchio in alcune versioni italiane), allo scopo di utilizzarlo per potersi guadagnare da vivere. Mentre lo costruisce, Carlo scopre che Burattino è animato, e decide perciò di trattarlo come un figlio. Questi presto però scappa e, a seguito di una discussione fra i due, Carlo finisce in prigione perché i gendarmi pensano che avesse maltrattato ingiustamente il burattino.
Rimasto solo in casa, Burattino incontra il Grillo che abita con Carlo; il Grillo ride della sua goffaggine e Burattino gli lancia indispettito il martello, mancandolo. Nel cercarsi da mangiare, Burattino controlla la pentola nel caminetto, ma avvicinandosi scopre che è solo una scena dipinta su tela, bucandola con il suo lungo naso. Poco dopo, Burattino combatte contro un ratto di nome Sciusciara. Carlo, ritornato dalla prigione, scaccia via il ratto. Burattino, vista la bontà del genitore, decide di aiutarlo e di andare a scuola per studiare. Dopo avergli fatto un vestito, Carlo vende la propria giacca per comprare i libri di scuola per Burattino.
La marionetta si dirige a scuola, ma sulla via incappa in un teatrino ambulante e, vendendo i libri per comprare il biglietto, entra a vedere lo spettacolo. Durante lo spettacolo dei burattini, le marionette Pierrot, Arlecchino e gli altri lo invitano a salire sul palco, riconoscendolo come loro simile, ma il burattinaio Carbas Barabas, un omone che inciampa sempre sulla sua lunga barba, lo accusa di aver rovinato lo spettacolo e lo rinchiude nel carrozzone.
Nella notte, Carabas decide di bruciare Burattino per riscaldarsi la cena nel camino, ma Burattino lo supplica di non farlo, raccontando che il suo naso aveva già rovinato il caminetto dipinto del padre. Sorpreso dalla storia del camino, Carabas decide di non bruciarlo, a detta sua, per non dar dispiacere a suo padre e gli dona cinque monete d'oro come rimborso, per poi ospitarlo nel carrozzone per la notte.
Tornando a casa, Burattino incontra l'indomani il gatto Basilio e la volpe Alice, che lo informano che Papà Carlo è ammalato a causa del freddo; Burattino si vanta allora di potergli comprargli una giacca, con i soldi che ha. Basilio e Alice allora raccontano a Burattino di un campo nel Paese degli Sciocchi, dove, se avesse piantato le monete, un albero germoglierà con molte più monete al posto dei frutti. Burattino, un po' insicuro, decide di seguirli.
I tre si rifocillano all'Osteria de "I tre ghiozzi" e si riposano per la notte. Svegliato dall'oste, Burattino paga il conto e scopre che i suoi amici lo hanno preceduto. Passando per il bosco, Burattino s'imbatte in due briganti, che altri non sono che Basilio e Alice travestiti. I due lo inseguono e la corsa giunge al termine quando Burattino tenta invano di attirare l'attenzione dell'abitante di una casetta, permettendo ai due briganti di raggiungerlo. Burattino si nasconde in bocca le monete e i due lo legano ad un albero a testa in giù, così che, quando si sarebbe stancato di rimanere con la bocca chiusa, avrebbe fatto cadere le monete, quindi, decidono di ritornare più tardi.
L'indomani mattina, Malvina (l'abitante della casetta), scopre la marionetta appesa e lo slega con l'aiuto del suo barboncino Artemone e di altri amici animali. Burattino si dimostra riconoscente nei confronti di Malvina, ma questa si arrabbia con lui per i suoi metodi non educati e lo punisce continuamente. Con l'aiuto di un pipistrello, Burattino lascia Malvina e si dirige al Paese degli Sciocchi, dove lo aspettavano Alice e Basilio, dopo aver notato che la loro preda era scappata alla corda. Mentre la marionetta seppellisce le monete e compie il rito descrittogli, Alice e Basilio convincono il capo della polizia che Burattino è un criminale che sta gettando su di lui un malocchio, e il gendarme lo fa buttare dal ponte, mentre i due lestofanti rubano le monete interrate.
Essendo di legno, Burattino sopravvive e incontra l'anziana delle tartarughe, zia Tortilla, che gli dà una chiave caduta a Carabas, non nascondendo maligne intenzioni quando ha minacciato Tortilla di restituirgliela. Dirigendosi alla carovana di Carabas, Burattino s'imbatte in Pierrot, che gli spiega che aveva scoperto che Carabas e il suo amico venditore di sanguisughe, Duremar, volevano ad ogni costo la chiavetta e che Burattino ha in qualche modo a che fare con la chiave, ma prima di sapere qualcosa di più, Pierrot è stato scoperto ed è scappato.
Dopo essere andati a prendere Malvina, che si scusa per essere stata troppo severa, e Artemone, Burattino si scontra con Carabas e riesce a neutralizzarlo, facendogli attorcigliare la barba lunghissima ad un albero. Carabas e Duremar si dirigono da "I tre ghiozzi" per riprendersi dalla sconfitta.
Con l'aiuto di un gallo, Burattino si nasconde in un'anfora e aspetta che Carabas si ubriachi; poi, fingendosi uno spirito, gli chiede a che serve la chiavetta. Lo zingaro risponde che apre un tesoro che si dovrebbe trovare dietro il camino dipinto di Carlo. Proprio allora, Basilio e Alice entrarono nella locanda e, avendo corrotto il gallo, costringono Burattino a uscire dal vaso e consegnarsi a Carabas, la marionetta fugge a cavallo del gallo dai suoi amici, ma vengono circondati da Carabas, Duremar, Alice e Basilio.
In loro aiuto sopraggiunge Carlo, che stende i malfattori prendendoli alle spalle e porta a casa Burattino e i suoi amici, ignorando le minacce di Carabas. Mentre i cinque scoprono che dietro la cucina dipinta di Carlo c'è una porta su cui è raffigurato Burattino, Carabas sopraggiunge con le guardie del sindaco, a cui ha raccontato una storia fasulla per ottenere la sua assistenza. I cinque, però, si chiudono in tempo dietro la porta, scampando all'ira dello zingaro.
Dietro la porta, Burattino è aggredito nuovamente da Sciusciara, ma venne salvato da Artemone. Infine, i nostri eroi trovano un fantastico palco chiamato "Il teatro del Fulmine", sorvegliato dal Grillo. Il Grillo spiega che il Teatro è quasi completamente automatizzato e che fu costruito per il popolo di legno dal mago che li creò. Detto questo, il Grillo si dilegua.
Burattino e i suoi amici mettono in scena uno spettacolo per le strade della città, diventando famosi e assumendo come attori le marionette di Carabas e lo stesso Duremar, mentre Carlo mette a nuovo il suo organetto e diventa il musicista del teatro, mentre Alice, Basilio e Carabas rimangono a bocca asciutta sotto la pioggia.

## Personaggi
- Burattino (Buratino), raramente tradotto in Pinocchio: protagonista della storia basato sulla marionetta di Collodi, come lui ha un lungo naso a punta, ma non si allunga alle menzogne che racconta e inoltre è talmente piccolo da essere messo in tasca mentre l'originale Pinocchio era descritto essere alto un metro. Altra differenza che lo distingue dal suo sosia è l'obiettivo e fato: mentre Pinocchio punta a migliorare la sua persona e diventare di carne ed ossa, Burattino non è spinto da tale desiderio ed invece punta ad aiutare la situazione economica del padre e per poi passare a salvare i suoi fratelli di legno da Carabas e prendere il tesoro che cerca prima di lui.
- Papà Carlo (controparte di Geppetto): vecchio suonatore d'organi che ora si da alla scultura del legno, anch'esso nella stessa situazione economica di "Polendina": talmente povero d'avere la cucina dipinta e da dover vendere la giacca per acquistare l'abbecedario per il figlio. Rispetto a Geppetto, la ricerca del figlio da parte di Carlo ha breve durata, trovandolo subito e salvandolo sorprendendo alle spalle i suoi inseguitori, ignorando senza timore le minacce e corruzioni di Carabas quando si allontana con i burattini. Il suo nome è forse un riferimento a Collodi.
- Mastro Giuseppe (controparte di Mastro Ciliegia): al di fuori del nome, forse un riferimento a Geppetto che è un nome derivante da Giuseppe, non ha differenze dalla sua controparte.
- Grillo Parlante: un vecchio insetto che vive nella casa di Carlo, custode del Teatro del Fulmine. Rispetto alla sua originale controparte, riesce a schivare il fatal colpo del martello.
- Sciusciara: un ratto che vive nelle intercapedini della casa di Geppetto, grande quasi quanto lo stesso Burattino. Compare solo in due scene.
- Carbas Barabas (controparte di Mangiafoco): un malvagio burattinaio dalla lunga barba nera nella quale continua comicamente a inciampare, forzandolo a ficcarsi la punta in tasca, ma questa poi riscivola fuori. Mentre l'originale Mangiafoco dava l'idea di non essere un normale umano (a cominciare dalla mole), Carabas ha normali proporzioni, apparendo comunque grande e grosso alle personcine di legno da lui rapite. È l'antagonista principale della vicenda, possedendo una chiave per il teatro del Fulmine nascosto in casa di Carlo, ed è intenzionato a usare Burattino per raggiungerlo.
- Pierrot (controparte di Pulcinella): una personcina di legno che rappresenta l'omonima malinconica maschera. Si esibisce in tristi poesie dedicate alla sua fidanzata Malvina. Pinocchio lo incontra nel secondo atto dopo essere stato beccato da Carabas origliare sulla chiavetta d'oro, informazioni che passa subito all'amico.
- Arlecchino: una personcina di legno che rappresenta l'omonima maschera. Fa da spalla a Pierrot, ma non ha la stessa importanza che aveva nel romanzo di Collodi.
- Basilio e Alice (controparti de il Gatto e la Volpe): due falsi mendicanti che si spacciano per un cieco e una zoppa che turlupinano la gente. Pinocchio viene da loro ingannato, aggredito, impiccato e poi derubato delle monete di Carabas e poi si alleano con lo stesso per aiutarlo a riacciuffare Pinocchio.
- Malvina (controparte della Bambina dai capelli turchini): una personcina di legno dai capelli turchini, l'unica sfuggita a Carabas nascondendosi nel bosco in una casettina che Pinocchio trova quando inseguito dai mascherati Alice e Basilio. Rispetto alla fata, non ha poteri magici ed è molto severa sulle buone maniere. Pinocchio e Pierrot la vengono poi a prendere dopo essersi riuniti affinché li aiuti con la storia della chiave.
- Artemone (controparte di Medoro): un normale barboncino al servizio di Malvina. Aiuta Pinocchio nel secondo atto combattendo contro i cani di Carabas.
- Zia Tortilla: la saggia delle tartarughe che entra in possesso della chiave d'oro di Carabas dopo che la perde nel fiume. Le ranocchie, usando il naso di Burattino come trampolino, chiedono a Tortilla di ricompensarlo con la chiave.
- Duremar: un venditore di sanguisughe amico di Carabs. Alto e secco, lo aiuta nell'intero secondo atto, ma a fine romanzo, capendo che Carabas finirà sul lastrico, lo abbandona per farsi assumere da Carlo.

## Origini
Tolstoj disse di aver letto durante l'infanzia Le avventure di Pinocchio e di averlo raccontato ai suoi compagni di giochi, ma quando perse il libro, cominciò a raccontare diversamente la storia. Da lì venne l'idea per creare questa storia. Ciò risulta comunque poco probabile dato che la prima traduzione russa di Pinocchio venne pubblicata solo nel 1906, quando Tolstoj aveva già più di vent'anni.

## Nella cultura popolare
Il nome di Burattino è stato per anni e continua tuttora ad essere usato per pubblicizzare una serie di prodotti per bambini in Russia e negli stati post-sovietici, tra i quali un soft drink al gusto di caramello Buratino, e le caramelle mou "Chiavi d'oro" (Zolotoj ključik).
Buratino è anche il soprannome del lanciarazzi sovietico TOS-1, a causa del suo "naso" sporgente.
Il campo dei miracoli della storia, chiamato in russo Pole Čudes (По́ле Чуде́с) è usato come titolo dell'edizione russa de La ruota della fortuna.
Nel fumetto discontinuato Agenzia investigativa Carlo Lorenzini, il titolare protagonista Lorenzini (ossia Pinocchio dopo essersi reincarnato in un essere umano nel mondo dei lettori) esprime il suo disprezzo per i russi per via del suo "fratello".

## Edizioni in italiano
- Aleksej Nikolaevič Tolstoj, Il compagno Pinocchio: la piccola chiave d'oro o le avventure di Burattino, Stampa alternativa, Viterbo 1981
- Aleksej Nikolaevič Tolstoj, Il compagno Pinocchio: la piccola chiave d'oro o le avventure di Burattino, illustrazioni di A. Kanevskij; traduzione di Luigi Garzone, Stampa alternativa, Roma 1984

## Adattamenti
- Pinocchio - La chiavetta d'oro (tit. orig. Zolotoj ključik, film live-action del 1939, Unione Sovietica), regia di Aleksandr Ptuško.
- Le avventure di Pinocchio (tit. orig. Priključenija Buratino, film animato del 1959, Unione Sovietica) di Ivan Ivanov-Vano, Dmitrij Babičenko e Michail Botov.
- Priključenija Buratino, film televisivo live-action in due parti del 1976.
- Buratino, film estone del 2009, trasposizione in chiave moderna e priva di elementi magici della storia.
- Aranykulcsocska, avagy Burattino kalandjai, opera del 2020 composta da Mester Dávid, adattamento teatrale della storia.